# 展会设计

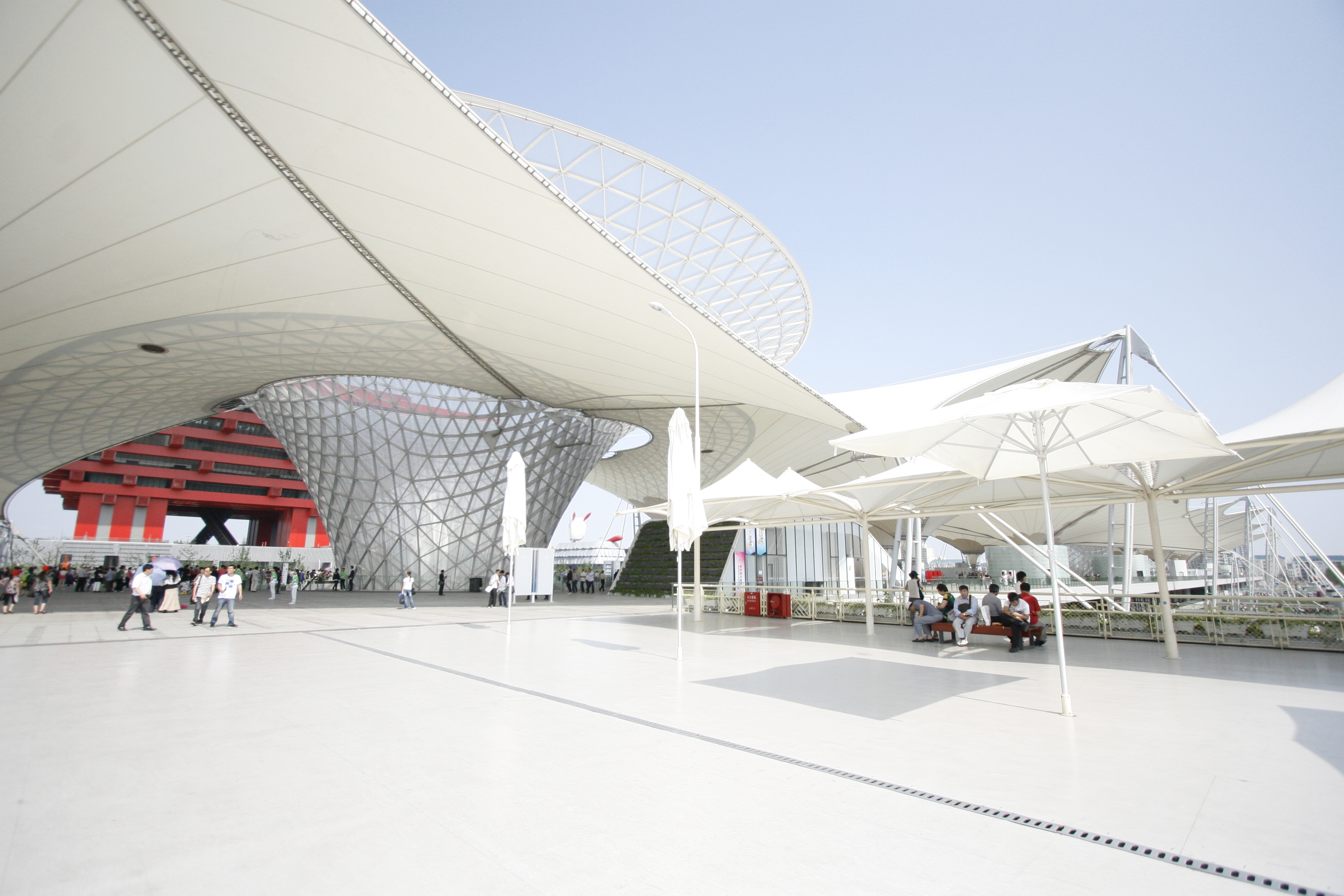
2010上海世博会世博轴景观

展会设计（Exhibit design 或 Exhibition design）是一个将展会由概念变成实体的设计过程，是一个需要为建设一个“讲故事”的三维传达环境提供原创的、创新的、实际的解决方案的不断扩展的领域。
展会设计师广泛地使用一系列科技与技巧来创造一种引起不同观众共鸣的体验，让这些目标受众获得展会所要传递的信息、故事和目标。展会有许多不同的类型，从博物馆展览到商业展示、主题景点、动物园以及游客接待中心。所有的展会都希望通过让观众参与到有意义有说服力的交互中来达到向其传递信息的目的。
展会设计是一个协作的过程，它集成了建筑学、景观设计、视听工程、数字媒体、室内照明设计、内容建立（content development）等多种学科来达到营造一个向观众传递信息、让其融入其中、影响其对主题的理解的体验。贯穿展会设计始终的，是展会设计师与其他行业专家紧密的团结协作。合作的专家包括图形设计师、主题内容的专家、建筑师、制作人、技术专家、视听专家及在特定环境下的其他利益相关者，如社区成员、政府机构和其他合作组织。
展会设计在世界的不同地区都会受到本地文化和地方物质水平的影响。

## 参看
- 展会
- 传媒设计
- 视觉传达设计
- 建筑学
- 景观设计